# Herichthys
Herichthys — невеликий рід цихлових риб з Північної та Центральної Америки. Більшість видів є ендеміками Мексики, а Herichthys cyanoguttatus зустрічається в південному Техасі (США), оскільки був ввезений до центрального Техасу та у Флориду. У травні 2014 року рід був розділений і 7 видів було переміщено до роду Nosferatu.
Наразі до роду належать 7 видів. Аналізи мітохондріальної ДНК проведені окремо групами Хослея (Husley), Рікана (Rican) і Олдфілда (Oldfield) підтримали H. minckleyi як монофілетичний вид і братерство з іншими видами Herichthys. Крім того, молекулярні аналізи проведені окремо групамі під Лопеса-Фернандеса (López-Fernández) і Де ла Маса-Бенігноса (De la Maza-Benignos) не підтримали H. tamasopoensis, H. cyanoguttatus, H. teporatus і H. carpintis як відмінні один від одного. Однак, морфологічний і зоогеографічний аналізи Де ла Маса-Бенігноса та ін. підтвердили справедливість цих чотирьох видів, а також диференціальні еволюційні тенденції. Аналіз також підтримує поділ Herichthys на три геоморфологічні групи + H. minckleyi.
З півдня на північ: геоморфологічна група суцільнозабарвлених, з півдня Сьєрра-де-Тантіми (Sierra de Tantima):
- Herichthys deppii Heckel, 1840 (Nautla cichlid)[2][7]
- Herichthys tepehua De la Maza-Benignos, Ornelas-García, Lozano-Vilano, García-Ramírez & Doadrio, 2015[2]

Геоморфологічна група з річки Пануко (Rio Panuco):
- Herichthys carpintis D. S. Jordan & Snyder, 1899 (Lowland cichlid)
- Herichthys tamasopoensis Artigas Azas, 1993 (Tamasopo cichlid)

Геоморфологічна група з північного Сьєрра-де-Танмауліпасу (Sierra de Tamaulipas):
- Herichthys teporatus Fowler, 1903 (Soto la Marina cichlid)[2]
- Herichthys cyanoguttatus S. F. Baird & Girard, 1854 (Rio Grande cichlid)

Поліморфіна, полігіномна Куатро-С'єнегаська (Cuatro Ciénegas) цихліда:
- Herichthys minckleyi Kornfield & J. N. Taylor, 1983 (Minkley's cichlid)

Види перенесені до роду Nosferatu у 2014 році:
- Nosferatu bartoni
- Nosferatu labridens
- Nosferatu molango
- Nosferatu pame
- Nosferatu pantostictus
- Nosferatu pratinus
- Nosferatu steindachneri